# 정창용
정창용(1998년 7월 13일 ~ ) 은 대한민국의 축구선수이다. 포지션은 공격수이다. 현 부산교통공사 축구단의 선수이다.

## 클럽 경력
정창용은 2020시즌을 앞두고 인천 유나이티드에 입단하며 커리어를 시작했다.
2021시즌을 앞두고 경남 FC에 입단했다.